# Міжнародна стандартна атмосфера
Міжнародна стандартна атмосфера — прийнята за міжнародною угодою[джерело?] модель атмосфери, в якій розподіл за висотою температури, тиску й густини повітря характеризує середній річний (нормальний) стан атмосфери (однаковий для всіх широт). За початкові величини міжнародної стандартної атмосфери приймають[джерело?]: атмосферний тиск на рівні моря — 101,3КПа (101,3 кН/м2); середню температуру повітря (на тому ж рівні)— 15 °С; вертикальний градієнт температури — 6,5 °С на 1 км до рівня 11 км, де температура стає рівною —56,6 °С і майже перестає змінюватися; газову сталу для сухого повітря — 2,87 × 106 ерг/г × К; точку замерзання води при стандартному тиску — 273,16 К; прискорення сили тяжіння — 980,67 см/с2.